# Palmenella carida
Palmenella carida är en kräftdjursart som beskrevs av Benson 1959. Palmenella carida ingår i släktet Palmenella och familjen Schizocytheridae. Inga underarter finns listade i Catalogue of Life.